# Saint Anne Sandy Point
Saint Anne Sandy Point ist eine von 14 Verwaltungsgemeinden (parishes), aus denen sich St. Kitts und Nevis zusammensetzt. Sie hat eine Landfläche von 12,74 Quadratkilometern und liegt auf der Hauptinsel St. Kitts. Im Jahr 2022 hatte die Gemeinde 2969 Einwohner; ihre Hauptstadt ist Sandy Point Town.

## Geographie
Das Areal der Gemeinde ist ungefähr dreieckig. Die Küste der Gemeinde wird im Süden von schwarzen Sandstränden wie Pump Bay und Belle Tête, im Norden von steilen Klippen bestimmt. Die tiefer liegenden Hänge der Gemeinde werden von verlassenen Zuckerrohrfeldern, zahlreichen Kleinbetrieben sowie Fruchtplantagen dominiert. Weiter östlich ins Landesinnere wandelt sich das Gelände von sanft abfallenden Küstenebenen zu den bis auf über 900 Meter Höhe ansteigenden Bergen der North West Range, die oberhalb einer Höhe von 300 Metern über dem Meeresspiegel mit tropischen Wäldern bewachsen sind.
Cranston Ghaut markiert die nördliche Grenze der Gemeinde, während Sandy Point Ghaut (eine Schlucht in der Nähe von Brimstone Hill) die südliche Grenze markiert.
Die Hauptstadt der Gemeinde ist Sandy Point Town. Die Stadt liegt an der Küste im Süden der Gemeinde. Weitere Siedlungen sind Fig Tree und La Vallée. Den Bereich im Landesinneren prägen verlassene Immobilien.

## Wirtschaft
Sandy Point ist der Standort einer kleinen Fabrik von Harowe Servo Controls, die elektrische Geräte herstellt. Trotz ihrer geringen Größe ist sie der größte Arbeitgeber in der Gemeinde und das größte Industriegebiet außerhalb der Parish Saint George Basseterre. Der Tourismus ist der andere Hauptarbeitgeber für die Gemeinde. Auf ihrem Gebiet liegen die kolonialzeitlichen Festungen Brimstone Hill, die seit 1999 zum UNESCO-Weltkulturerbe zählt, und Charles Fort. Außerdem lockt die Gemeinde auch mit dem Sandy Point National Marine Park westlich von Sandy Point Town Besucher an, da dieser als einer der besten Tauchplätze in der östlichen Karibik gilt.